# Schönberger-Laumann 1892
La Schönberger-Laumann 1892 es considerada por algunas fuentes como la primera pistola semiautomática, aunque su patente austriaca del 25 de noviembre de 1891 fue precedida por la patente otorgada a la pistola Salvator-Dormus el 11 de julio del mismo año. Fue creada por el inventor austríaco Joseph Laumann en 1890. El diseño es muy similar al de la pistola Bergmann 1896. Fue patentada en Estados Unidos en 1892.
Existe cierta controversia sobre quien fue el verdadero inventor de la pistola. Joseph Laumann fue propietario de la patente por al menos dos años, vendiendo luego los derechos a los hermanos Schönberger. Según algunos autores, los hermanos participaron en el desarrollo, mientras que otros sostienen que sólo financiaron el proyecto.
Laumann modificó su pistola en 1892 para emplear un mecanismo accionado por retroceso. El arma conservó la gran palanca de carga original, unida al armazón delante del gatillo. Su funcionamiento se basaba en un mecanismo único en el diseño de pistolas, en el cual la apertura del cerrojo se realizaba por medio de la cápsula fulminante, la cual, por la presión de los gases del disparo, retrocedía unos 4,5 mm empujando la aguja percutora, la que a su vez desbloqueaba el cerrojo. Este retrocedía y extraía el casquillo vacío, regresando e insertando un nuevo cartucho en la recámara gracias a un muelle recuperador.
Se produjeron aproximadamente 35 pistolas antes del cese de su producción, cuando el Ejército austrohúngaro rechazó el diseño en 1896.